# Berliner Philharmonie

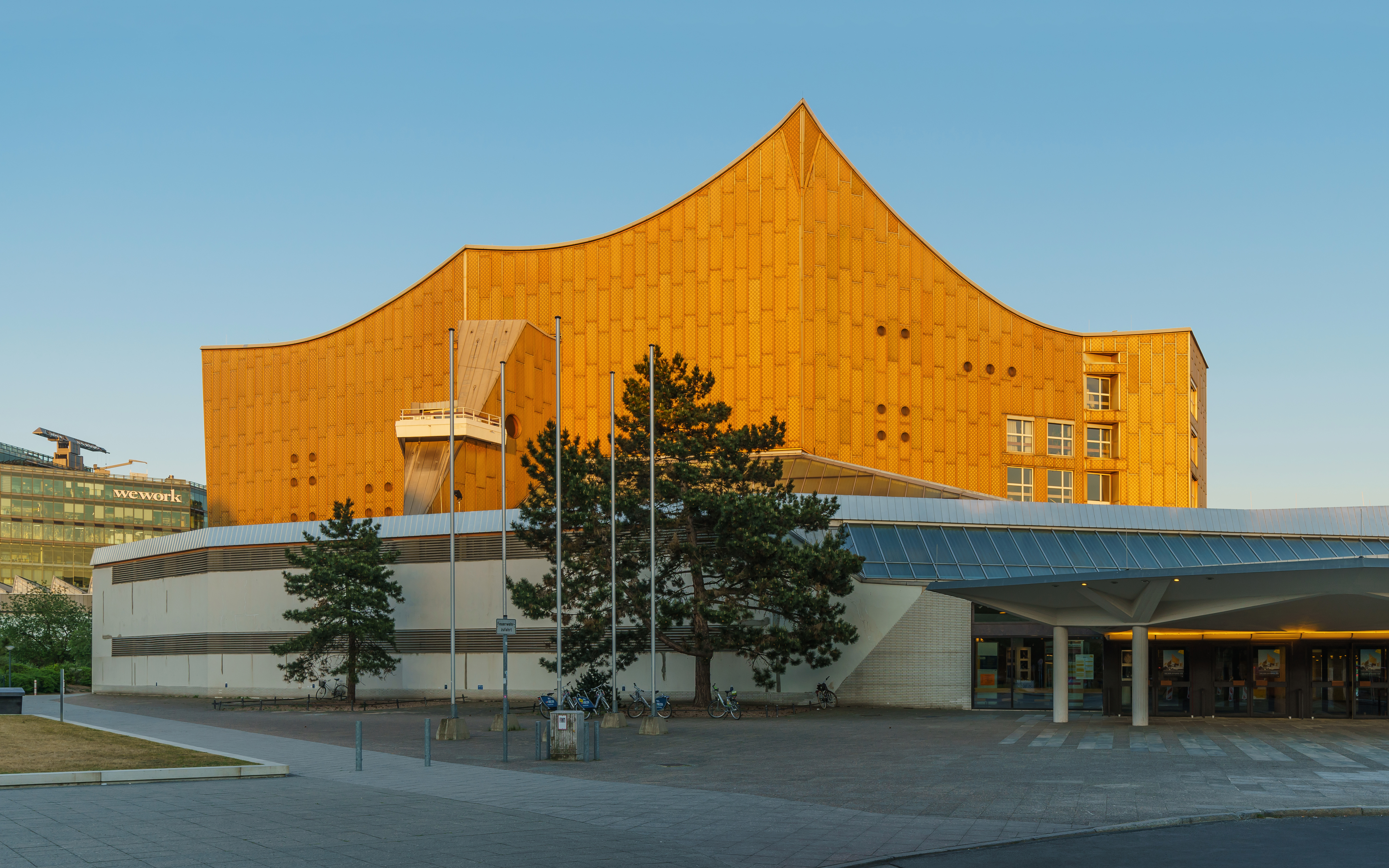
Berliner Philharmonie av Hans Scharoun.

Berliner Philharmonie, byggnad för konserter i Berlin på Kemperplatz vid Tiergarten, uppförd 1960-63 (i dåvarande Västberlin). Byggnaden ritades av Hans Scharoun och är en del av Kulturforum. Här spelar sedan 1963 Berliner Philharmoniker.

## Historia
Den 1882 grundade orkesterns första fasta lokal var en tidigare rullskridskobana vid Bernburger Straße 22a/23 i stadsdelen Berlin-Kreuzberg, som 1888 byggdes om till konsertsal av Franz Heinrich Schwechten. Tio år senare, 1898, utökades denna med Beethovensalen i den intilliggande Köthener Straße. Den gamla konsertsalen förstördes genom flygbombning den 30 januari 1944 under andra världskriget.
Den nya filharmonin byggdes 1960-1963 och invigdes 15 oktober 1963. Byggnaden ingår tillsammans med bland annat Kammermusiksaal och Musikinstrumenten-Museum Berlin i Kulturforum. Arkitekturen av Scharoun utmärks genom sin asymmetri och tältliknade struktur med en stor femhörnig konsertsal. Formen föreslogs av akustikern Lothar Cremer och ledde fram till ett samarbete där man utvecklade en mycket god akustik i hela salen som även utmärks av en konfiguration i vingårdsform med orkesterscen i mitten av rummet. 
Filharmonin byggdes som första byggnad i det planerade Kulturforum och försenades av byggandet av Berlinmuren. I närheten ligger Neue Nationalgalerie av Ludwig Mies van der Rohe och Scharouns Neue Staatsbibliothek. 1984-1987 tillkom Kammermusiksaal av Edgar Wisniewski som utgick från ursprungliga planer av Scharoun.